# Kenta Takagi
Kenta Takagi (jap. 髙木 健太, Takagi Kenta; * 14. Dezember 1993 in Tomakomai, Hokkaidō) ist ein japanischer Eishockeyspieler, der seit 2019 bei den Ōji Eagles (seit 2022: Red Eagles Hokkaido) aus der Asia League Ice Hockey unter Vertrag steht.

## Karriere
Kenta Takagi begann mit dem Eishockey bei Komazawa Tomakomai, wo er bereits als 16-Jähriger in der Japan Ice Hockey League spielte. Von 2012 bis 2019 spielte er mit den Nippon Paper Cranes in der Asia League Ice Hockey, die er 2014 mit seiner Mannschaft gewinnen konnte. Er selbst wurde dabei zum wertvollsten Spieler der Playoffs gewählt. Anschließend wechselte er zum Ligakonkurrenten Ōji Eagles.

### International
Für Japan nahm Takagi im Juniorenbereich zunächst an der U18-Weltmeisterschaft 2010 in der Division I teil. Anschließend spielte er mit den japanischen Junioren bei der U20-Weltmeisterschaft 2013 in der Division II.
Für das japanische Herren-Team spielte er erstmals bei der Weltmeisterschaft 2013 in der Division I, wo er auch 2014, 2015, 2016, 2017, 2018 und 2023 auf dem Eis stand. Zudem vertrat er seine Farben auch bei den Winter-Asienspielen 2017, als er mit seiner Mannschaft hinter Kasachstan und Südkorea die Bronzemedaille gewann und bei den Qualifikationsturnieren für die Olympischen Winterspiele in Pyeongchang 2018 und in Peking 2022.

## Erfolge und Auszeichnungen
- 2013 Aufstieg in die Division I, Gruppe B, bei der U20-Weltmeisterschaft der Division II, Gruppe A
- 2014 Gewinn der Asia League Ice Hockey mit den Nippon Paper Cranes
- 2014 Wertvollster Spieler der Playoffs der Asia League Ice Hockey
- 2017 Bronzemedaille bei den Winter-Asienspielen
- 2023 Aufstieg in die Division I, Gruppe A, bei der Weltmeisterschaft der Division I, Gruppe B

## Asia-League-Statistik
(Stand: Ende der Saison 2022/23)